# Szwajcaria na Zimowych Igrzyskach Olimpijskich 1936
Szwajcarię na Zimowych Igrzyskach Olimpijskich 1936 reprezentowało 34 zawodników: 30 mężczyzn i cztery kobiety. Był to czwarty start reprezentacji Szwajcarii na zimowych igrzyskach olimpijskich.

## Zdobyte medale
| Medal  | Zawodnik                                                       | Dyscyplina | Konkurencja | Rezultat |
| ------ | -------------------------------------------------------------- | ---------- | ----------- | -------- |
| Złoto  | Pierre Musy, Arnold Gartmann, Charles Bouvier, Joseph Beerli   | Bobsleje   | czwórki     | 5:19,85  |
| Srebro | Reto Capadrutt, Hans Aichele, Fritz Feierabend, Hans Bütikofer | Bobsleje   | czwórki     | 5:22,73  |
| Srebro | Fritz Feierabend, Joseph Beerli                                | Bobsleje   | dwójki      | 5:30,84  |

## SKład kadry

### Biegi narciarskie
Mężczyźni
| Konkurencja   | Zawodnik           | czas    | Pozycja |
| ------------- | ------------------ | ------- | ------- |
| Bieg na 18 km | August Sonderegger | 1:24:27 | 26.     |
| Bieg na 18 km | Willi Bernath      | 1:25:12 | 31.     |
| Bieg na 18 km | Dolfi Freiburghaus | 1:27:08 | 40.     |
| Bieg na 18 km | Eduard Müller      | 1:32:04 | 51.     |

### Bobsleje
Mężczyźni
| Osada | Zawodnik                                                    | Konkurencja | Ślizg 1 | Ślizg 2 | Ślizg 3 | Ślizg 4 | Łącznie | Pozycja |
| ----- | ----------------------------------------------------------- | ----------- | ------- | ------- | ------- | ------- | ------- | ------- |
| SUI-1 | Reto Capadrutt Charles Bouvier                              | Dwójki      | 1:25,45 | 1:23,69 | 1:34,09 | 1:23,00 | 5:46,23 | 7.      |
| SUI-2 | Fritz Feierabend Joseph Beerli                              | Dwójki      | 1:26,34 | 1:20,31 | 1:24,11 | 1:19,88 | 5:30,64 | srebro  |
| SUI-2 | Pierre Musy Arnold Gartmann Charles Bouvier Joseph Beerli   | Czwórki     | 1:22,45 | 1:18,78 | 1:19,60 | 1:10,02 | 5:19,85 | złoto   |
| SUI-1 | Reto Capadrutt Hans Aichele Fritz Feierabend Hans Bütikofer | Czwórki     | 1:23,49 | 1:19,88 | 1:20,75 | 1:18,61 | 5:22,73 | srebro  |

### Hokej na lodzie
Reprezentacja mężczyzn
| - Albert Künzler - Arnold Hirtz - Oskar Schmidt - Ernst Hug - Adolf Martignoni - Hans Cattini |  | - Bibi Torriani - Ferdinand Cattini - Herbert Keßler - Otto Heller - Charles Keßler - Thomas Pleisch |

Reprezentacja Szwajcarii brała udział w rozgrywkach grupy B turnieju olimpijskiego, zajmując w niej czwarte miejsce i nie awansując do dalszych rozgrywek. Ostatecznie została sklasyfikowana na 13. miejscu.
Grupa B
| Drużyna           | M | Mecze | Mecze | Mecze | Bramki | Bramki | Bramki | Pkt |
| Drużyna           | M | W     | R     | P     | +      | -      | +/-    | Pkt |
| ----------------- | - | ----- | ----- | ----- | ------ | ------ | ------ | --- |
| III Rzesza        | 3 | 2     | 0     | 1     | 5      | 1      | +4     | 4   |
| Stany Zjednoczone | 3 | 2     | 0     | 1     | 5      | 2      | +3     | 4   |
| Włochy            | 3 | 1     | 0     | 2     | 2      | 5      | -3     | 2   |
| Szwajcaria        | 3 | 1     | 0     | 2     | 1      | 5      | -4     | 2   |

Wyniki 
| 7 lutego 1936 | Stany Zjednoczone | 3:0 | Szwajcaria | Olympia-Kunsteis-Stadion |

| Godzina: 10:25 | F.Spain E.Ross J.Garrison | (0:0, 3:0, 0:0) |  | Sędzia główny: Lefébure Sędziowie liniowi: Weinberger |

| 8 lutego 1936 | Niemcy | 2:0 | Szwajcaria | Olympia-Kunsteis-Stadion |

| Godzina: 21:00 | R.Ball G. Jaenecke | (0:0, 1:0, 1:0) |  | Sędzia główny: Erhardt Sędziowie liniowi: Brown |

| 9 lutego 1936 | Szwajcaria | 1:0 | Włochy | Olympia-Kunsteis-Stadion |

| Godzina: 21:00 | Ch.Keßler | (0:0, 1:0, 0:0) |  | Sędzia główny: Weinberger Sędziowie liniowi: Brown |

### Kombinacja norweska
Mężczyźni
| Zawodnik      | Konkurencja   | Bieg narciarski | Bieg narciarski | Bieg narciarski | Skoki narciarskie | Skoki narciarskie | Skoki narciarskie | Skoki narciarskie | Łącznie | Pozycja |
| Zawodnik      | Konkurencja   | Czas biegu      | Pozycja         | Punkty          | Skok 1            | Skok 2            | Punkty            | Pozycja           | Łącznie | Pozycja |
| ------------- | ------------- | --------------- | --------------- | --------------- | ----------------- | ----------------- | ----------------- | ----------------- | ------- | ------- |
| Oswald Julen  | Indywidualnie | 1:25:43         | 21.             | 183,0           | 43,0              | 45,0              | 184,3             | 24.               | 367,3   | 21.     |
| Willi Bernath | Indywidualnie | 1:25:12         | 17.             | 185,7           | 43,5              | 47,0              | 180,7             | 30.               | 366,4   | 22.     |
| Ernst Berger  | Indywidualnie | 1:27:13         | 27.             | 175,2           | 36,5              | 47,5              | 174,9             | 34.               | 350,1   | 30.     |

### Łyżwiarstwo figurowe
| Zawodnik           | Konkurencja | Nota  | Pozycja |
| ------------------ | ----------- | ----- | ------- |
| Angela Anderes     | Solistki    | 355,4 | 13.     |
| Hertha Frey-Dexler | Solistki    | 345,4 | 19.     |
| Lucian Büeler      | Soliści     | 343,6 | 17.     |

### Narciarstwo alpejskie
Kobiety
| Zawodniczka     | Konkurencja         | Zjazd  | Zjazd   | Slalom              | Slalom              | Slalom  | Łącznie | Łącznie |
| Zawodniczka     | Konkurencja         | Czas   | Pozycja | Czas 1-go przejazdu | Czas 2-go przejazdu | Pozycja | Punkty  | Pozycja |
| --------------- | ------------------- | ------ | ------- | ------------------- | ------------------- | ------- | ------- | ------- |
| Erna Steuri     | Kombinacja alpejska | 5:20,4 | 4.      | 1:17,2              | 1:21,2              | 3.      | 92,36   | 4.      |
| Marcelle Bühler | Kombinacja alpejska | 5:51,6 | 9.      | 1:45,1              | 1:34,6              | 12.     | 78,87   | 10.     |

### Skoki narciarskie
Mężczyźni
| Skoczek        | Konkurencja       | Skok 1    | Skok 1 | Skok 2    | Skok 2 | Nota  | Pozycja |
| Skoczek        | Konkurencja       | odległość | Nota   | odległość | Nota   | Nota  | Pozycja |
| -------------- | ----------------- | --------- | ------ | --------- | ------ | ----- | ------- |
| Richard Bühler | Skocznia normalna | 63,0      | 102,0  | 63,0      | 102,0  | 204,0 | 19.     |
| Marcel Reymond | Skocznia normalna | 64,0      | 96,4   | 68,5      | 100,9  | 197,3 | 28.     |
| Reto Badrutt   | Skocznia normalna | 64,5      | 95,7   | 65,0      | 95,5   | 191,2 | 34.     |